# Касьянов день

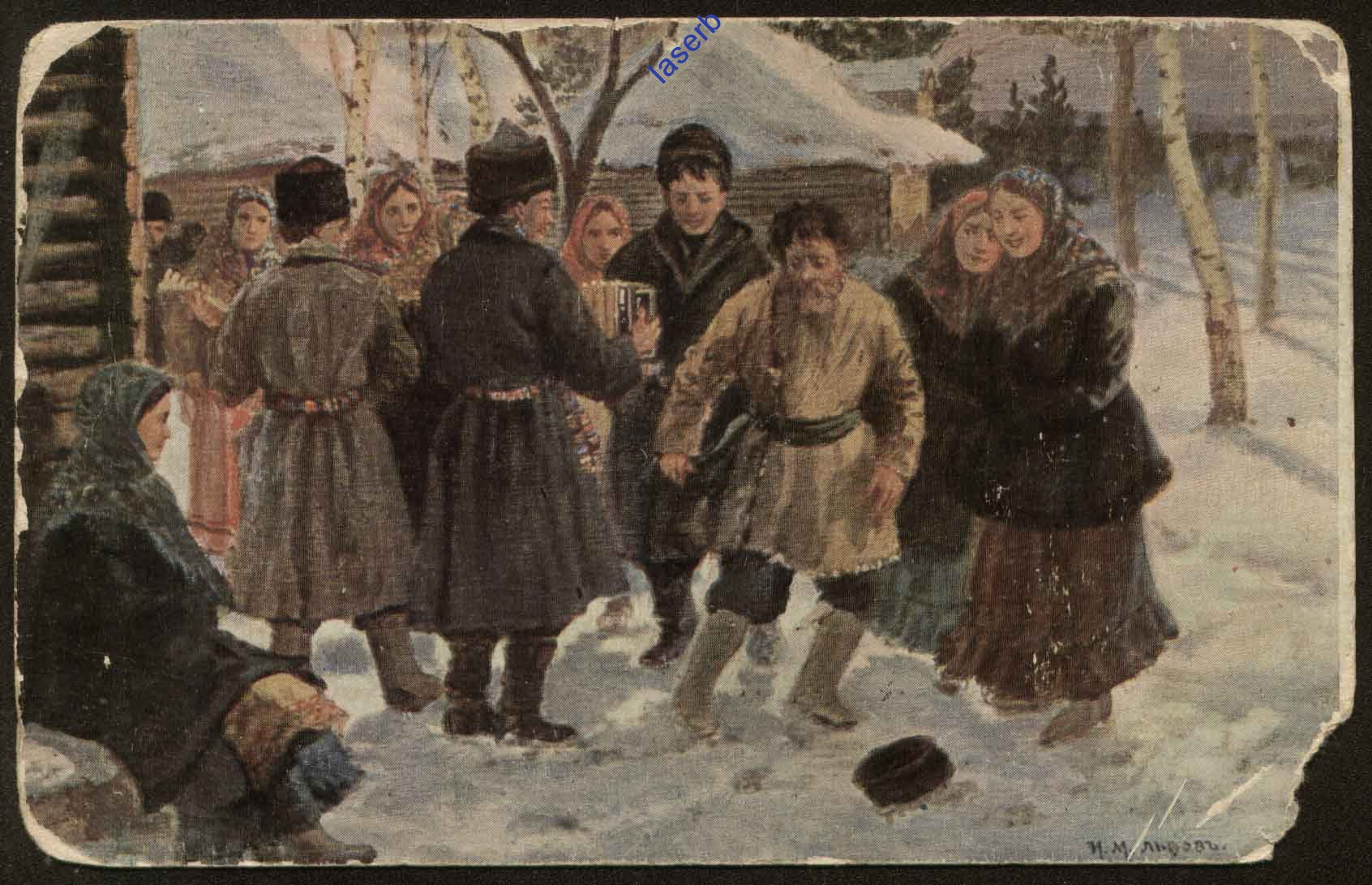
И. М. Львов. Касьянов день

Касьянов день (Касьян-високос) — день народного календаря у восточных славян, приходящийся на 29 февраля (13 марта). Название дня происходит от имени святого Иоанна Кассиана Римлянина.

## Другие названия дня
рус. Касьян Немилостливый, Касьян Завистник, Кривой Касьян, Касьян завистливый, злопамятный, недоброжелательный, скупой[страница не указана 3229 дней], Касьянья; бел. Касьян; укр. День Касіяна (Касьяна).

## Обряды и поверья
Касьянов день считался одним из самых опасных, демонических дней у восточных славян. Считалось, что всё, что каким-либо образом связано с этим днём, будет неудачным. Если человек в этот день выйдет на улицу, то он рискует заболеть или умереть, если захочет поработать, то работа не будет спориться.
Тех, кто родился в этот день, ожидает трудная судьба: он будет всю жизнь несчастен, рано умрёт или будет страдать тяжёлой болезнью.

## Образ святого Касьяна
В русских народных поверьях, образ «Святого Касьяна», несмотря на всю праведность реального святого, рисуется как отрицательный. В некоторых сёлах он даже не признавался за святого, а само имя его считалось позорным.
В образе святого Касьяна, известном по восточнославянским легендам и сказкам, явно присутствуют демонические черты: несоразмерно большие веки, смертоносный взгляд («Касьян на что ни взглянет, всё вянет»), косоглазие («Касьян глазом косит»), дурной характер, злобность, связь с дьяволом и демонами, которыми он был украден в детстве (Касьян — сторож ада), а также завистливость, склочность, маленький рост (болг.) и др. (ср. Вий). Белорусы желали, чтобы Касьян никуда не смотрел: бел. Няхай Касьян прыплюшчыць свае вочы і не глядзіць нінавошта.
В одной из легенд говорилось, что святой Касьян был светлым ангелом, но предал Бога, рассказав дьяволу о намерении Господа изгнать с небес всю сатанинскую силу. Совершив предательство, Касьян раскаялся, Бог пожалел грешника и дал ему сравнительно лёгкое наказание. Он приставил к нему ангела, который бил Касьяна по лбу молотом подряд три года, а на четвёртый год давал ему отдых. Другая легенда рассказывает, что Касьян стоял на страже у ворот ада и только раз в году имел право оставить их и явиться на землю.
По народным представлениям, святой Касьян недоброжелателен, корыстен, скуп, завистлив, злопамятен и приносит людям одни несчастья. Внешний облик святого Касьяна неприятен, особенно поражают его косые глаза с несоразмерно большими веками и мертвящим взглядом. Русские люди верили, что «Касьян на что ни взглянет, всё вянет», «Касьян всё косой косит», «Касьян на народ — народу тяжело», «Касьян на траву взглянет — трава вянет, на скот — скот дохнет, на дерево — дерево сохнет» и «Худ приплод на Касьянов год». В Сибири считали, что Касьян любит «заворачивать» головы цыплят, после чего они дохнут или становятся уродами. В свой праздник Касьян развлекается тем, что смотрит на окружающий мир: посмотрит на людей — будет мор, на скот — падёж, на поля — неурожай. Кроме того, считалось, что Касьяну подвластны все ветры.
Некоторые легенды объясняли зловредность святого Касьяна тем, что он в младенчестве был похищен у благочестивых родителей бесами, которые и воспитали его в своём доме. Кроме того, в них рассказывалось, что Святой Василий Великий, повстречавшись с святым Касьяном, наложил ему на лоб крестное знамение, после этого святой Касьян стал обладать способностью сжигать приближающихся к нему демонов. Однако всё это не могло обелить святого, и для всех он продолжал оставаться Касьяном Немилостливым, Касьяном Завистником, Касьяном Грозным, Касьяном Скупым.
По мнению одного из ведущих этнологов-славянистов Т. А. Агапкиной, отрицательный образ Святого Касьяна и дня его памяти сформировался под влиянием дохристианских представлений о «плохом» и «хорошем» времени. «Хорошим» временем считалось такое, когда мир устойчив, упорядочен. «Плохое» — это время перехода от одной реальности к другой (от зимы к лету, от старого года к новому), время деструкции и хаоса (весна и осень, рубеж старого и нового годов). День Святого Касьяна приходился на самый страшный с мифологической точки зрения момент времени: последний день зимы и последний день старого года (в древности год начинался 1 марта).

## Легенда о Касьяне и Николе
День памяти святого Касьяна отмечают один раз в четыре года (так как 29 февраля бывает только в високосном году). У русских существовала легенда, что Бог лишил святого Касьяна ежегодной памяти за недоброжелательность к бедным людям. Об этом рассказывает легенда, связанная со «Святым Касьяном» и Николаем Угодником.
По легенде, однажды у мужика увяз воз в дороге. Мимо шёл Касьян-угодник. Мужик его не узнал и попросил вытащить воз. «Поди ты! — сказал ему Касьян,— есть мне, когда с вами валяндаться!». И пошёл дальше своей дорогой. Через некоторое время идёт Никола-угодник. «Батюшка, — завопил мужик, — Помоги мне воз вытащить». Никола-угодник и помог ему[страница не указана 3229 дней].
Пришли святые в рай. «Где ты был, Касьян-угодник?» — спросил Бог. «Я был на земле,— отвечал тот,— прилучилось мне идти мимо мужика, у которого воз завяз; он просил меня. Помоги, говорит, воз вытащить; да я не стал марать платья».— «Ну, а ты где так выпачкался?» — спросил Бог у Николы-угодника. «Я был на земле; шёл по той же дороге и помог мужику вытащить воз»,— отвечал Никола-угодник. «Слушай, Касьян! — сказал тогда Бог,— не помог ты мужику — за то будут тебе через три года служить молебны. А тебе, Никола-угодник, за то, что помог мужику воз вытащить — будут служить молебны два раза в год». С тех пор Касьяну только в високосный служат молебны, а Николе — два раза в год[страница не указана 3229 дней].

## Церковная служба в Касьянов день
В отличие от народных поверий, когда поминание Касьяна бывало лишь раз в 4 года, церковная служба, посвященная Касьяну, в Русской православной церкви в невисокосные годы переносится на день раньше, то есть на 28 февраля (13 марта). Это соответствует общепринятой практике: точно так же на день раньше переносятся службы и других святых, чья память празднуется в високосный год 29 февраля (13 марта), среди них преподобный Иоанн Дамасский и преподобноисповедник Феостирикт Мидикийский. Народные легенды о Касьяне, приписывающие ему негативные черты, Русская православная церковь считает не более чем суеверием, не имеющим отношения к реальной личности святого Иоанна Кассиана.

## Поговорки и приметы
- Касьян — тяжёлый и на людей и на скотину[3].
- Касьян на что ни взглянет — всё вянет[16].
- Касьян всё косой косит[17].
- Касьян на народ [взглянет] — народу тяжело, Касьян на траву — трава вянет, на скот — дохнет, на дерево — дерево сохнет[17].
- На кого Касьян покосится, тому и худо будет в високосный год[18].
- Пришёл Касьян, пошёл хромать да на свой лад всё ломать[8].